# Esquí alpí als Jocs Olímpics d'hivern de 1948 - Eslàlom femení
Als Jocs Olímpics d'Hivern de 1948 celebrats a la ciutat de Sankt Moritz (Suïssa) es disputà una prova d'eslàlom d'esquí alpí en categoria femenina que formà part del programa d'esquí alpí als Jocs.
La competició se celebrà el dia 5 de febrer de 1948 a les instal·lacions d'equí alpí de Sankt Moritz.

## Comitès participants
Hi participaren un total de 28 esquiadores de 10 comitès nacionals diferents.
| - Àustria (3) - Estats Units (4) - França (4) - Hongria (1) - Itàlia (2) |  | - Noruega (2) - Regne Unit (4) - Suècia (1) - Suïssa (5) - Txecoslovàquia (2) |

## Resum de medalles
| Or              | Argent           | Bronze          |
| Gretchen Fraser | Antoinette Meyer | Erika Mahringer |

## Resultats
| Posició | Esquiadora                  | 1a ronda | 2a ronda | Total | Dif.  |
| ------- | --------------------------- | -------- | -------- | ----- | ----- |
| 1       | Gretchen Fraser             | 59.7     | 57.5     | 117.2 |       |
| 2       | Antoinette Meyer            | 60.7     | 57.0     | 117.7 | +0.5  |
| 3       | Erika Mahringer             | 59.8     | 58.2     | 118.0 | +0.8  |
| 4       | Georgette Miller-Thiollière | 60.8     | 58.0     | 118.8 | +1.6  |
| 5       | Renée Clerc                 | 63.8     | 62.0     | 125.8 | +8.6  |
| 6       | Anneliese Schuh-Proxauf     | 66.9     | 59.8     | 126.7 | +9.5  |
| 7       | Resi Hammerer               | 64.4     | 64.2     | 128.6 | +11.4 |
| 8       | Andrea Mead                 | 65.1     | 63.7     | 128.8 | +11.6 |
| 9       | Brynhild Grasmoen           | 65.6     | 64.0     | 129.6 | +12.4 |
| 10      | May Nilsson                 | 72.2     | 57.5     | 129.7 | +12.5 |
| 11      | Paula Kann                  | 67.8     | 62.0     | 129.8 | +12.6 |
| 12      | Françoise Gignoux           | 65.0     | 65.3     | 130.3 | +13.1 |
| 13      | Rosemarie Bleuer            | 66.2     | 64.4     | 130.6 | +13.4 |
| 14      | Laila Schou Nilsen          | 66.8     | 64.7     | 131.5 | +14.3 |
| 14      | Celina Seghi                | 73.2     | 58.3     | 131.5 | +14.3 |
| 16      | Alexandra Nekvapilová       | 63.2     | 68.8     | 132.0 | +14.8 |
| 17      | Olivia Ausoni               | 78.7     | 59.9     | 138.6 | +21.4 |
| 18      | Renata Carraretto           | 69.2     | 70.7     | 139.9 | +22.7 |
| 19      | Božena Moserová             | 72.5     | 67.6     | 140.1 | +22.9 |
| 20      | Lucienne Schmidt-Couttet    | 60.1     | 75.5*    | 140.6 | +23.4 |
| 21      | Sheena Mackintosh           | 70.5     | 75.4*    | 150.9 | +33.7 |
| 22      | Anikó Iglói                 | 90.2     | 87.7     | 168.9 | +51.7 |
| 23      | Isobel Roe                  | 84.5     | 85.1     | 169.6 | +52.4 |
| 24      | Bridget Duke-Wooley         | 94.7     | 79.0     | 173.7 | +57.5 |
| —       | Suzanne Thiollière          |          |          | NF    |       |
| —       | Barbara Greenland           |          |          | NF    |       |
| —       | Borghild Niskin             |          |          | DSQ   |       |
| —       | Annelore Zückert            |          |          | DSQ   |       |

*: 5 segons de penalització.